# Amstel Gold Race 1982
L'Amstel Gold Race 1982 fou la 17a edició de l'Amstel Gold Race. La cursa es disputà el 24 d'abril de 1982, sent el vencedor final el neerlandès Jan Raas, que s'imposà en solitari en la meta de Meerssen. Aquesta fou la cinquena, i darrera, victòria de Raas en aquesta cursa, cosa que suposa el rècord vigent de victòries.
152 ciclistes hi van prendre part, acabant la cursa 39 d'ells.

## Classificació final
|    | Ciclista          | Equip                              | Temps      |
| -- | ----------------- | ---------------------------------- | ---------- |
| 1  | Jan Raas          | TI-Raleigh-Campagnolo              | 6h 10' 45" |
| 2  | Stephen Roche     | Peugeot-Shell-Michelin             | + 02"      |
| 3  | Gregor Braun      | Capri Sonne-Eddy Merckx-Campagnolo | + 07"      |
| 4  | Sean Kelly        | Sem-France Loire-Campagnolo        | m. t.      |
| 5  | Phil Anderson     | Peugeot-Shell-Michelin             | m. t.      |
| 6  | Hennie Kuiper     | Daf Trucks-Teve Blad-Rossin        | m. t.      |
| 7  | Ludo Peeters      | TI-Raleigh-Campagnolo              | + 1' 14"   |
| 8  | Adri van der Poel | Daf Trucks-Teve Blad-Rossin        | m. t.      |
| 9  | Jostein Wilmann   | Capri Sonne-Eddy Merckx-Campagnolo | m. t.      |
| 10 | Ad Wijnands       | TI-Raleigh-Campagnolo              | m. t.      |